# Ptilinop daurat
El ptilinop daurat (Chrysoena luteovirens, Syn.: Ptilinopus luteovirens) és una espècie d'ocell de la família dels colúmbids (Columbidae) que habita els boscos de les illes Fiji occidentals.